# La Résie-Saint-Martin
La Résie-Saint-Martin ist eine Gemeinde im französischen Département Haute-Saône in der Region Bourgogne-Franche-Comté.

## Geographie
La Résie-Saint-Martin liegt auf einer Höhe von 221 m über dem Meeresspiegel, fünf Kilometer nordöstlich von Pesmes und etwa 33 Kilometer westlich der Stadt Besançon (Luftlinie). Das Dorf erstreckt sich im Süden des Départements, östlich der Saôneebene am Dorfbach Ruisseau de Sainte-Cécile, am Ostrand des Gros Bois.
Die Fläche des 3,27 km² großen Gemeindegebiets umfasst einen Abschnitt der leicht gewellten Landschaft zwischen den Talebenen von Ognon im Süden und Saône im Norden. Das Gebiet wird von einem Plateau eingenommen, das durchschnittlich auf 230 m liegt. Es ist aus tertiären Sedimenten aufgebaut und wird überwiegend landwirtschaftlich genutzt. Im Westen erstreckt sich das Gemeindeareal in das ausgedehnte Waldgebiet des Gros Bois. Mit 243 m wird auf einer Anhöhe östlich des Dorfes die höchste Erhebung von La Résie-Saint-Martin erreicht. Entwässert wird das Gebiet durch den Ruisseau de Sainte-Cécile, der beim Dorf entspringt und für die Entwässerung nach Norden über die Rèsie zum Ognon sorgt.
Nachbargemeinden von La Résie-Saint-Martin sind Valay im Norden, Chaumercenne im Osten sowie Pesmes im Süden und Westen.

## Geschichte
Im Mittelalter gehörte La Résie-Saint-Martin zur Freigrafschaft Burgund und darin zum Gebiet des Bailliage d’Amont. Die lokale Herrschaft hatten die Herren von Pesmes inne. Durch eine Schenkung im Jahr 1312 gelangte auch die Johanniterkommende von Montseugny in den Besitz von Land auf dem heutigen Gemeindegebiet. Zusammen mit der Franche-Comté gelangte La Résie-Saint-Martin mit dem Frieden von Nimwegen 1678 definitiv an Frankreich. Heute ist La Résie-Saint-Martin Mitglied des 18 Ortschaften umfassenden Gemeindeverbandes Communauté de communes du Val de Pesmes.

## Sehenswürdigkeiten
Die Dorfkirche von La Résie-Saint-Martin wurde im 18. Jahrhundert neu erbaut. Auf dem Friedhof steht ein Holzkruzifix aus dem 16. Jahrhundert. Ein Wegkreuz im Dorf datiert von 1767. Sehenswert ist auch das Lavoir, dessen Dach von sechs Säulen getragen wird; es diente einst als Waschhaus und Viehtränke.

## Bevölkerung
| Jahr                       | 1962 | 1968 | 1975 | 1982 | 1990 | 1999 |
| Einwohner                  | 98   | 102  | 105  | 104  | 103  | 103  |
| Quellen: Cassini und INSEE |      |      |      |      |      |      |

Mit 172 Einwohnern (1. Januar 2022) gehört La Résie-Saint-Martin zu den kleinsten Gemeinden des Département Haute-Saône. Nachdem die Einwohnerzahl in der ersten Hälfte des 20. Jahrhunderts deutlich abgenommen hatte (1886 wurden noch 203 Personen gezählt), wurden in den letzten Jahrzehnten nur noch geringe Schwankungen verzeichnet.

## Wirtschaft und Infrastruktur
La Résie-Saint-Martin war bis weit ins 20. Jahrhundert hinein ein vorwiegend durch die Landwirtschaft (Ackerbau, Obstbau und Viehzucht) und die Forstwirtschaft geprägtes Dorf. Heute gibt es einige Betriebe des lokalen Kleingewerbes. In den letzten Jahrzehnten hat sich das Dorf zu einer Wohngemeinde gewandelt. Viele Erwerbstätige sind deshalb Wegpendler, die in den größeren Ortschaften der Umgebung ihrer Arbeit nachgehen.
Die Ortschaft liegt abseits der größeren Durchgangsachsen an einer Departementsstraße, die von Chaumercenne nach Vadans führt. Der nächste Anschluss an die Autobahn A36 befindet sich in einer Entfernung von ungefähr 18 km. Weitere Straßenverbindungen bestehen mit Valay und Sauvigney-lès-Pesmes.